# سهراب سبحانی
سهراب سبحانی (متولد ۱۳۴۰ در کانزاس) نویسنده و کارشناس مسائل خاورمیانه است.
دکترای خود را در سال ۱۹۸۷ در زمینه روابط ایران و اسرائیل از دانشگاه جورج‌تاون دریافت کرد. وی هم‌اکنون در همان دانشگاه پیرامون سیاست‌های نفتی ایران در دریای خزر در حال تدریس می‌باشد. و همزمان رئیس شرکت مشاوره‌ای انرژی دریای خزر است که به ترابری و فروش نفت این دریا می‌پردازد.